# Dactylochelifer shinkaii
Espèce
Dactylochelifer shinkaii est une espèce de pseudoscorpions de la famille des Cheliferidae.

## Distribution
Cette espèce est endémique du Japon. Elle se rencontre dans les monts Tanzawa.

## Description
Le mâle holotype mesure 2,25 mm et la femelle paratype 2,70 mm.

## Étymologie
Cette espèce est nommée en l'honneur d'Eiichi Shinkai.

## Publication originale
- Sato, 1982 : A new species of the genus Dactylochelifer (Pseudoscorpionidea, Cheliferidae) from Japan. Acta Arachnologica, vol. 30, no 2, p. 105-110 (texte intégral).